# PdfTeX
pdfTeX es una extensión del programa de tipografías TeX de Knuth, y originalmente fue escrito y desarrollado por Hàn Thế Thành como parte del trabajo de su tesis para doctorado en la Facultad de Informática de la Universidad de Masaryk en Brno.  La idea de hacer esta extensióna para TeX fue concebida a finales de la década de 1990, cuando Jiří Zlatuška y Phil Taylor discutieron algunas ideas para el desarrollo con Donald Knuth en la Universidad de Stanford. Luego Knuth se encontró con Hàn Thế Thành en Brno durante su visita a la Facultad de Informática para recibir un doctorado honorífico de la Universidad de Masaryk.

## Características
pdfTeX tiene varias características que no están disponibles en TeX:
- TrueType nativo y Type 1 font embebido.
- Extensiones micro-tipográficas tal como interletraje y expansión de fuentes.
- Acceso directo a características específicas del formato PDF tal como los hiperenlaces, tablas de contenidos e información del documento.[3]